# 波莫納 (堪薩斯州)
波莫納（英語：Pomona）是一個位於美國堪薩斯州富蘭克林縣的城市。

## 地方資料
根據2020年美國人口普查的數據，波莫納的面積為2.07平方千米，當中陸地面積為2.05平方千米，而水域面積為0.02平方千米。當地共有人口832人，而人口密度為每平方千米401.93人。